# 東野車站 (岐阜縣)
東野站（日语：／ Higashino eki */?）是一個位於岐阜縣惠那市東野，屬於明知鐵道明知線的鐵路車站。

## 歷史
- 1933年5月24日：著國鐵明知線大井站（現惠那車站）～阿木站區間開通而開業[2][1]。
- 1959年10月15日：廢止貨物運輸功能，並改為客運車站。
- 1961年10月21日：廢止行李運輸功能。
- 1985年11月16日：開始由明知鐵道營運。

## 車站結構
站舍連接1面1線側式月台的地面車站。

## 相鄰車站
明知鐵道
明知線
惠那－東野－飯沼